# Колесниченко, Виталий Викторович
Виталий Викторович Колесниченко (род. 28 августа 1990, Каинды, Чуйская область) — российский биатлонист, призёр чемпионата России. Мастер спорта России по биатлону и лыжным гонкам (2010).

## Биография
Представлял Новосибирскую область и ГАУ НСО СШОР по биатлону (г. Новосибирск). Ранее в юношеские годы представлял Омскую область.
На юниорском уровне становился призёром первенства России по летнему биатлону (кросс) в эстафете (2011). Участник чемпионата Европы среди юниоров по кросс-биатлону 2011 года в Валь-Мартелло, где занял восьмое место в спринте и 15-е — в гонке преследования.
На взрослом уровне стал серебряным призёром чемпионата России по биатлону 2012 года в гонке патрулей в составе команды Новосибирской области.
В середине 2010-х годов завершил профессиональную карьеру. Затем работал в ГУФСИН по Новосибирской области, принимал участие в ведомственных соревнованиях. Также принимал участие в соревнованиях паралимпийцев в качестве спортсмена-лидера.